# Линьков, Лев Александрович
Лев Александрович Линьков (20 ноября 1908, Казань — 6 июля 1971, Москва) — русский советский писатель и сценарист, Член Союза писателей СССР (1951—71).

## Биография
Родился в семье учителя. Детство и юность будущего писателя прошли в Нижнем Новгороде. Работал на заводе «Двигатель революции» фрезеровщиком, инспектором рабоче-крестьянской инспекции. Учился в Московском архитектурном институте (1932—1933). Работал ответственным секретарём газеты «За индустрию стройки», очеркистом газеты «Ленинская смена», в редакции газеты «Комсомольская правда», начальником отдела литературы журнала «Пограничник» (1941—1951).
Похоронен на Донском кладбище в Москве. Урна с прахом в колумбарии 18/ закрытый/.

## Творчество
Первые очерки, рассказы и фельетоны Л.Линькова были опубликованы в 1930 году в горьковской областной комсомольской газете «Ленинская смена». В 1938 году Л. Линьков написал сценарий художественного кинофильма «Морской пост». В 1940 году издана книга его рассказов «Следопыт». Историко-приключенческая повесть «Капитан „Старой черепахи“» (1948), неоднократно переиздавалась и в 1956 году была экранизирована на Одесской киностудии.

## Избранная библиография
Л. Линьков — автор повестей и рассказов о пограничниках:
- Капитан «Старой черепахи»
- Большой горизонт
- Малыш с Большой притоки
- Мыс Доброй Надежды
- Пост семи героев
- Источник жизни
- Свидетель с заставы № 3
- Отважные сердца
- У заставы
- Обыкновенная операция
- Заслон у Большой зарубки
- Женщина на берегу
- Крепыш
- Гость из Америки
- Призвание
- Яблони в цвету
- «Здравствуй и прощай»
- Сердце Александра Сивачева
- Нет худа без добра
- И блины сами в рот не летят…
- «Вот это товарищ!..»
- Хитрее хитрого
- Главное — правда
- Финский шаг
- Консервная банка
- Самое трудное впереди
- Погоня и др.

## Память
- Одна из улиц в крупном подмосковном посёлке Томилино названа в честь писателя.